# クリスティアン・バルジュ
クリスティアン・マリアン・バルジュ（Cristian Marian Balgiu 、1994年8月3日 - ）は、ルーマニア・ブカレスト出身のプロサッカー選手。FCウニヴェルシタテア・クルジュ所属。ポジションは、ミッドフィールダー。

## タイトル
アフマツィ
- リーグIII: 2015-16

トゥリス・トゥルヌ・マグレレ
- リーグIII: 2018-19